# 롭 부리랏
롭 부리랏(태국어: ลพ บุรีรัตน์ 1939년 5월 6일 ~ 2016년 12월 10일)는 태국의 룩퉁 작곡과 전 쭈라랏 악단가수이다. 그의 출생 이름은 위치아 캄짜런(태국어: วิเชียร คำเจริญ)이다. 롭부리주 태국에 출신 2016년에 사망했다.

## 음악 작업
롭 부리랏는 룩퉁 작사 작업 많은 가수와 함께 유명해 욧락 살락차이 썬펫 썬쑤판 껑펫 깬나컨 처럼. 1982-1987년에 품푸앙 두앙짠 가장 유명한 것은
품푸앙 두앙짠 노래를 작곡 한 음악.
- สาวนาสั่งแฟน (Sao nar sung fan)
- อื้อฮือหล่อจัง (Uhhuh Lorjung)
- กระแซะเข้ามาซิ (Krasae khaomasi)
- ดาวเรืองดาวโรย (Daoreuang daoroi)
- นัดพบหน้าอำเภอ (Nud phop nar amphoer)
- ขอให้รวย (Khor hai ruai)

## 영화
- 1972년 - วิวาห์ลูกทุ่ง (Wiwah lukthung)
- 1973년 - แก้วกลางนา (Kaew klang nah)
- 1984년 - กองพันทหารเกณฑ์ (Kongpun taharn ken)
- 2002년 - มนต์เพลงลูกทุ่ง เอฟ.เอ็ม. (Monphleng lukthung FM.)

## 수상
- 2005년 - 태국의 국립 예술가[2][5]
- 2013년 - 4등급 디렉쿠나폰 훈장[6]